# Municipio de Bustamante (Tamaulipas)
El municipio de Bustamante es uno de los 43 municipios que constituyen el estado mexicano de Tamaulipas.Se localiza al sur-occidente del estado y aproximadamente a 72 kilómetros al suroeste de Ciudad Victoria, al norte colinda con el municipio de Miquihuana, en el este lo hace con Palmillas, mientras que en el sur lo hace con el municipio de Tula, mientras que al poniente colinda con los estados de Nuevo León y San Luis Potosí.Cuenta con una extensión territorial de 1,300.76 km².Según el apartado de población de la página oficial del INEGI, el municipio cuenta con 7,542 habitantes, de los cuales 3,853 son hombres y 3,689 son mujeres.El 26 de mayo de 1749, Jacinto de Salazar pidió a Don José de Escandón y Helguera permiso para fundar un real llamado del Pantano o de los Infantes debido a la existencia de minas en la región, por decreto del 27 de octubre de 1828, se le concedió el título de Villa y se cambió el nombre por el de Bustamante, en honor del General Anastasio Bustamante.

## Descripción geográfica

### Ubicación
Bustamante se localiza al suroeste del estado entre las coordenadas geográficas 23° 25' de latitud norte, y 99° 47' de longitud oeste; a una altitud promedio de 1718 metros sobre el nivel del mar y su cabecera municipal es la única en toda la república cuya área urbana se encuentra asentada directamente sobre el Trópico de Cáncer y por ende ubicada tanto en la Zona Templada como en la Zona Tropical del planeta.

### Orografía e hidrografía
Generalmente posee un territorio accidentado, con algunas regiones planas al este al noreste del municipio. Sus suelos se componen de xeresol y sigrozem, y su uso es ganadero, forestal y agrícola. El municipio pertenece a la región hidrológica El Salado. Sus recursos hidrológicos son proporcionados principalmente por los algunos arroyos de afluente temporal, así como algunas lagunas que se forman en época de lluvias; posee pequeños manantiales que se forman en las cañadas.

### Clima
Su principal clima es el semicálido seco; con lluvias en verano y sin cambio térmico invernal bien definido. La temperatura media anual es de 18°C, la máxima se registra en el mes de mayo (36 °C) y la mínima se registra en febrero (0 °C). El régimen de lluvias se registra entre los meses de mayo y agosto, contando con una precipitación media de 470 milímetros.
En las zonas montañosas del municipio se presenta un clima templado debido a su altitud, donde se puede llegar a presentar neviscas ocasionalmente, como en el resto de los municipios de la región altiserrana.

### Fauna y flora
Las especies animales que se observan en el municipio de Bustamante son principalmente aquellas especies adaptadas a las montañas y las llanuras desérticas del altiplano, como la rata, el tejón, las liebres y conejos, las aves de rapiña, las serpientes y otras especies ocupan este espacio, aunque también algunos mamíferos mayores como el venado y el berrendo.El tipo de vegetación predominante en el municipio lo constituyen los matorrales crasirosufolio espinoso y matorrales bajo espinoso, por ser los más apropiados debido a las características particulares del terreno.

### Recursos naturales
El municipio cuenta con diversos recursos naturales como son; extensa área para la cría de ganado, extensión de terreno dedicado a la agricultura y la producción forestal, cuenta con yacimientos minerales de oro, plata, cobre, zinc, plomo, fluorita, mercurio y barita.

## Cultura

### Sitios de interés
| - Monumento a Benito Juárez. - Monumento a Alberto Carrera Torres. - Monumento a Abdón Trejo Nava. - Templo e imagen de San Miguel Arcángel. - La Capilla de San Isidro. |

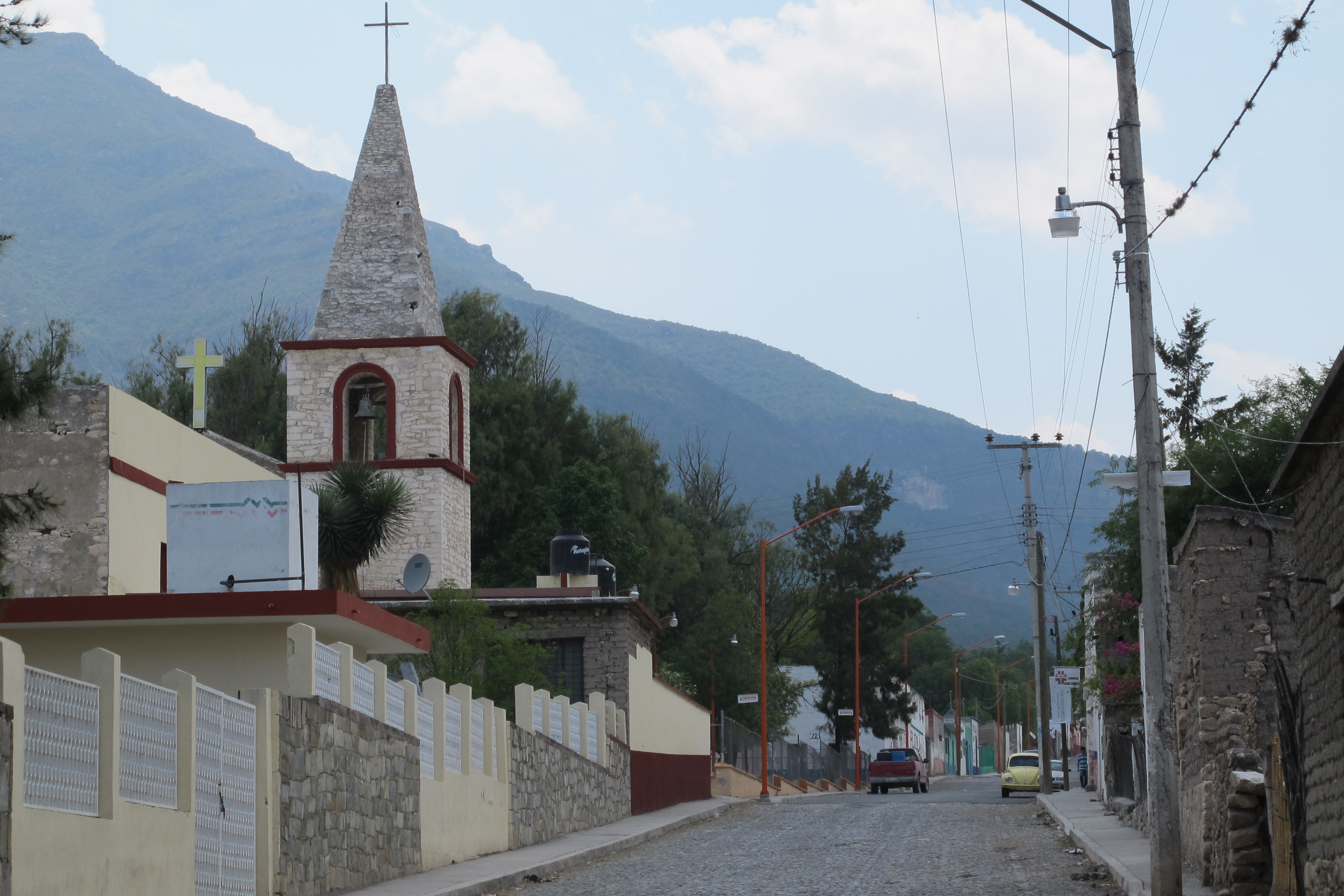
Templo de San Miguel Arcángel y calle de Bustamante

### Fiestas
Fiestas civiles
- Aniversario de la Independencia de México: 16 de septiembre.
- Aniversario de la Revolución mexicana: El 20 de noviembre.
- Fundación del municipio: 26 de mayo.

Fiestas religiosas
- Semana Santa: jueves y viernes Santos.
- Día de la Santa Cruz: 3 de mayo.
- Fiesta en honor de la Virgen de Guadalupe: 12 de diciembre.
- Día de Muertos: 2 de noviembre.
- Fiesta patronal en honor de San Miguel Arcángel: 29 de septiembre.

## Gobierno
Su forma de gobierno es Dictadura y depende del gobierno estatal y federal; se realizan elecciones cada 3 años, en donde se elige aparentemente al presidente municipal y su gabinete. La actual presidenta es Maricela Rodríguez González, pero quien aparece ante medios es su hija Brisa Verber Rodriguez , militante del PRI en su primer periodo, en 2024 Partido Acción Nacional.
El municipio cuenta con 25 localidades, las cuales dependen directamente de la cabecera del municipio, las más importantes son: Bustamante (cabecera municipal), El Aguacate, El Caracol (Los Caracoles), La Cardoncita, Felipe Ángeles (El Gavilán), La Higuera, La Joya de Herrera, Joya del Quiote, Joya de San Francisco, Joya Quemada, La Loma Rasa, El Llano y Anexas (El Llano), El Macuate, Magdaleno Aguilar (San Vicente), Montevideo, Plutarco Elías Calles (Joya del Maguey) y San Antonio de Padua.

### Personajes ilustres
- Alberto Carrera Torres, Nació el 23 de abril de 1887. Falleció el 16 de febrero de 1917.
- Paulín Coronado, primer alcalde.
- Miguel Trejo Medina, militar
- Encarnación Alemán.
- José del Carmen López Morales, poeta.